# Ацинский заказник
Ацинский заказник — часть национального природного парка Чикой (с 28 февраля 2014 года), государственный зоологический заказник регионального значения (̈1968—2014 года). Образован на территории Красночикойского района (решение Читинского облисполкома № 289 от 17.6.1968 г.) на площади 64 500 га.
Поводом к созданию заказника стала наметившаяся тенденция сокращения численности охотничье-промысловых зверей и птиц в результате усиливающегося пресса охоты. Цели создания — охрана животного мира, восстановление и увеличение численности диких животных, обогащение ими смежных охотничьих угодий, сохранение среды обитания, а также обеспечение охраны редких и исчезающих видов животных и растений.
Заказник расположен в горно-таёжной природной зоне, на Хэнтэй-Чикойском нагорье (ок. 2500 м над уровнем моря) в бассейне р. Аца (левый приток р. Чикой). Территория относится к водосборному бассейну озера Байкал. Рельеф среднегорный эрозионно-денудационный, местами с участками гор, имеющих черты альпинотипного рельефа, и эрозионно-денудационных низких гор. Самая крупная водная артерия — р. Аца с притоками (pеки: Ванькина, Худея, Увалистая, Зимеревка, Скобленка).
Экспликация земель (%): 55,8 — светлохвойные леса, 31 — кедровники, 7,7 — лиственные леса, 1,5 — ёрники, 1,3 — водно-болотные угодья, 0,7 — гари, 0,7 — гольцы, 0,95 — крутые склоны.
На территории заказника произрастают сосны сибирская (кедр) и обыкновенная, кедровый стланик, пихта, ель сибирская, лиственница, рябина, бузина, боярышник, тополь душистый, жимолость, лилейные, луковые, бобовые, осоки, злаки и др. Из растений, занесённых в Красную книгу Читинской области и Агинского Бурятского автономного округа, встречаются красоднев малый, лилии карликовая и пенсильванская, барбарис сибирский, родиола розовая, рябина сибирская, несколько видов башмачков, бесшипник сжатый и др. Произрастают лекарственные растения: бадан, малина, родиола розовая, пихта, черемуха, кровохлебка, валериана, пижма и др.
Заказник населяют лось, изюбрь, косуля, кабан, кабарга, медведь, волк, рысь, барсук, соболь, колонок, белка, заяц-беляк, белка-летяга, глухарь, рябчик, белая куропатка, утки, многие виды воробьиных и др. птиц, рукокрылые, земноводные, рептилии и др. Из животных, занесённых в Красные книги РФ, Читинской области и Агинского Бурятского автономного округа, отмечены дрофа, серый журавль, беркут, сапсан, чёрный аист, скопа, филин, бурозубки, северный кожанок, бабочка аполлон.
Границы заказника обозначены аншлагами. Охрана осуществляется штатными инспекторами, которые также ведут фенологические наблюдения, мониторинг животного мира (в том числе ежегодный учёт численности охотничьих видов зверей и птиц), выполняют биотехнические мероприятия — для диких копытных животных на солонцы развозят соль (до 2 т в год), заготавливают сено, веники, для кабанов раскладывают зернофураж, выращивают овёс на «зелёнку», ведут регулирование численности волка. Такие мероприятия, совместно с полным запретом охоты на территории заказника, способствуют поддержанию численности охотничьих видов зверей и птиц в сопредельных угодьях, на которых охота разрешена. Ацинский заказник находится в ведении ГУ «Объединенная дирекция гос. биол. заказников Чит. обл.» (ГУ «Читагосзаказники»).